# Tzajalá
Tzajalá es una localidad del estado mexicano de Chiapas. Es parte del municipio de Chilón.

## Toponimia
El nombre de la localidad proviene del tseltal tsajal ha', que significa «Agua colorada».

## Demografía
| Gráfica de evolución demográfica |
|                                  |

| Censo | Población |
| ----- | --------- |
| 1990  | 1 599     |
| 2000  | 1 790     |
| 2010  | 2 529     |
| 2020  | 2 882     |